# Срђан Аничић
Срђан Аничић (Градишка, 20. март 1982) је играч средине терена који је играо за ФК Слога из Српца. На Аматерском Европском првенству у фудбалу , одржаном 2008. године у Хрватској наступао је за аматерску репрезентацију Босне и Херцеговине.